# 可平行化流形
数学中，一个 n 维光滑流形 M 为可平行化流形 是指具有向量场
V1, ..., Vn,
使得在 M 中任何一点 P 的切向量
Vi, P
组成 P 点切空间的一组基。等价地说，切丛是平凡丛，所以相伴的线性标架主丛有一个 M 的整体截面。
选取 M 上这样特定的一组向量场的基称为 M 的一个平行化或绝对平行化。

## 例子
n=1 的一個例子是圓周：我們取 V1 為單位切向量場，比如都指向逆時針方向。n 維環面也可以平行化，因為可以看作是圓周的笛卡爾積。譬如取 n=2，將正方形坐標紙的對邊粘貼起來便組成了一個環面，取每個點的兩個切方向即可。更一般地，任何李群 G 可平行化，因為在單位元的切空間上一組基可以通過變換群 G 在 G 上的作用移到任何一點。（任何變換是一個微分同胚從而這些微分同胚誘導了 G 上點的切空間的一個線性同構。）
一個經典問題是確定一個球面 Sn 是否可平行化。S1 即為圓周，可以平行化已經解釋了。毛球定理指出 S2 n 不能平行化。但是 S3 可以平行化，因為它就是李群 SU(2)。剩下惟一可平行化的球面是 S7；1958年被 Michel Kervaire 證明，拉乌尔·博特和约翰·米尔诺也獨立地得到了这个结论。

## 注
- 术语标架流形（或装备流形）通常用于给定了一个法丛的平凡化的嵌入流形。